# 源頼義
源 頼義（みなもと の よりよし、旧字体：源 賴義）は、平安時代中期の武士。河内源氏初代棟梁・源頼信の嫡男で河内源氏2代目棟梁。陸奥守兼鎮守府将軍として嫡男・義家とともに前九年の役に勝利し、舅の平直方から継承した鎌倉に鶴岡八幡宮を創建した。

## 生涯

### 河内源氏の御曹司
頼信の嫡男として河内国石川郡壷井荘（現・大阪府羽曳野市壺井）の香炉峰の館に生まれ、弓の達人として若い頃から武勇の誉れ高く、今昔物語集などにその武勇譚が記載される。父・頼信もその武勇を高く評価したといわれ、関白・藤原頼通に対して長男・頼義を武者として、次男・頼清を蔵人（官吏）としてそれぞれ推挙したという（『中外抄』）。
長元元年（1028年）6月、かつて父・頼信に敗れ臣従したことのある平忠常が関東において反乱を起こした（平忠常の乱）。朝廷は桓武平氏・平直方と明法官人・中原成通を追討使に任じたが、鎮圧できず、大規模な反乱となった。長元3年（1030年）7月、直方は追討使を解任され、9月に頼信が追討使に任命された。『陸奥話記』では頼信・頼義父子が東国に下向すると頼義は抜群の武功を挙げたとあるが、実際には忠常は戦わずして降伏に応じている（『小右記』長元4年7月1日条）。頼信の起用自体、既に降伏の意思のあった忠常の面子を保つためのものであったと考えられている。忠常は護送中美濃国で病死し、京に帰還した頼信は恩賞として美濃守の受領に任じられた。乱後、小一条院敦明親王の判官代として勤仕し、狩猟を愛好したと伝わる小一条院の側近として重用されている。
その一方、官位昇進は遅く、50歳を目の前にして、長元9年（1036年）に相模守として初めて受領に任じられた（『範国記』）。なお、次弟・頼清は、5年前に安芸守として受領に任じられており、その後も、陸奥守や肥後守など諸国の受領を歴任し、着実に能吏としての道を歩んでいった。

### 桓武平氏の婿となる
『陸奥話記』では小一条院の判官代としての頼義の活躍を目にした平直方が、娘を頼義に嫁がせたとされる。ただし、長男・義家の誕生は長暦3年（1039年）のことであるため、婚姻は相模守就任後の可能性がある。
南北朝時代の由阿による『詞林采葉抄』には、頼義が相模守として下向した際に直方の婿となり、長男義家が誕生したので直方の鎌倉の屋敷が譲渡され、それ以降同地が相伝の地となったという逸話が記されている。
平直方は鎌倉の大蔵にあった邸宅や所領、桓武平氏嫡流伝来の郎党をも頼義へ譲り渡した。
頼義はこの直方の娘との間に八幡太郎義家、賀茂次郎義綱、新羅三郎義光の3人の男子と2人の女子に恵まれたばかりでなく、直方から鎌倉の所領や郎党、さらには忠常討伐で低下した桓武平氏の名声を引き継ぎ、後の奥州での戦いで大きな力となった。頼義はこの相模守在任中に得た人や土地を基盤として河内源氏の東国への進出を図る事となる。

### 陸奥守就任
永承5年（1050年）ごろ、前九年合戦が勃発し、陸奥守・藤原登任が、奥六郡を支配する安倍頼良に鬼切部で敗れた。藤原登任は責により、陸奥守を更迭された。
永承6年（1051年）、登任の後任として頼義が陸奥守に任命された。『陸奥話記』では朝廷は頼義を追討将軍に任命して安倍氏を討伐させようとしたとしているが、実際には弟の頼清が陸奥守経験者であった頼義に安倍氏との関係修復を朝廷は期待したものとみられる。頼義が着任してすぐ大赦があり、安倍頼良は頼義に服属したため陸奥国は平穏であり、頼良は頼義との同名をはばかって頼時と改名したという（『陸奥話記』）。
翌天喜元年（1052年）、頼義は鎮守府将軍に任命される。鎮守府将軍は藤原頼行以降20年余り空席となっており、陸奥守と鎮守府将軍の兼任は実に坂上田村麻呂以来のことであった。『今昔物語集』巻31-11「陸奥国安倍頼時、行胡国空返語」には、頼義が陸奥国奥地の夷を攻撃しようとしたので、夷と通じているという噂のあった安倍頼時は攻撃を受けることを恐れて海を渡って北の地に移住を試みたが異民族に遭遇して帰還し、その後頼時は頼義に討たれたという逸話があることから、頼義の鎮守府将軍任命は蝦夷討伐を目的としたものだったと考えられる。

### 阿久利川事件
以後、頼義の陸奥守在任中は何事もなく平穏に過ぎ、その任期満了である天喜4年（1056年）の年を迎える事となった。
『陸奥話記』によれば、胆沢城の鎮守府で頼時から饗応を受けた頼義が多賀城の国府へ帰還する途中、阿久利川付近で権守・藤原説貞の子・光貞と元貞ら一行が何者かの襲撃を受けたという報を受けた。光貞が、妹との縁談を断られた頼時の子・貞任の仕業であると訴えたため頼義は貞任の処罰を決定、頼時は衣川の関を塞いで抗戦の構えを示したため、頼義は安倍氏討伐を命じたとされる。もっとも、頼義の赴任以来従順であった安倍氏が、任期を終える直前の頼義にあえて反抗することは考えにくく、頼義が説貞側の言い分を一方的に認めて説貞側についたのも不自然とみなされている。そのため、この事件を安倍氏を滅ぼして勢力を拡大しようとした頼義の陰謀とみる説があるが、離任が近く高齢の頼義がわざわざ任地で戦乱を惹起するのも考えがたいとの反論がある。むしろ頼義離任に伴って、頼義のもとで抑制されていた安倍氏が再び圧力を加えるようになることを恐れた在庁官人や土着を目指した藤原説貞一族によって、安倍氏に打撃を与えるために頼義が引き込まれたという説明がされている。
阿久利川事件を契機に、任期満了を目前にそれまで平穏な関係を保っていた頼義と頼時との間に戦端が開かれることとなった。当初は朝廷も事態を重く見ていなかったとみられ、天喜4年12月には、任期を終えた頼義の後任として藤原良経が陸奥守に任命されているものの、戦乱が原因で彼が赴任しなかったために頼義が重任されることとなった。南北朝時代の『帝王編年記』では天喜4年8月3日に頼時討伐の宣旨が下されたとされているが、朝廷による討伐命令は戦闘が長期化した後のことであるとみられ、『扶桑略記』は翌5年の頼時戦死後に官符が下されたとしている。

### 永衡誅殺と経清出奔
戦役の再開後に微妙な立場に置かれる事となったのが、頼義の幕下でありながら頼時の娘婿でもあった藤原経清と平永衡であった。特に永衡は前任の陸奥守・藤原登任が安倍氏懲罰を行った際に安倍側に走った過去があったため周辺から疑いの目で見られていた。官軍が衣川まで辿り着いた時、ある者が頼義に「永衡は前国守（登任）様から厚く眼を掛けて頂いていたにもかかわらず、安倍軍に走った不義不忠の輩です。今は将軍（頼義）に従う素振りを見せてはいますが、腹の中では何を諮り巡らせているか知れたものではありません。しかもあの者の鎧は我が官軍の者とは違った色をしております。漢の黄巾賊や赤眉賊の例を見ても、装備の色や形で敵味方を判断していたといいます。これを見ても永衡が二心を抱いているのは明らかで、災いが起こる前に早くあの者を取り除くべきです」と進言し、頼義も「もっともな事である」として、この進言を入れて永衡を誅殺した。これによって疑心暗鬼となったのが相婿の藤原経清であった。経清は親しき知人に「義理の兄弟であった十郎（永衡）が将軍に誅殺されてしまった。昔、漢の韓信や彭越が高帝から誅殺された時、二人の同僚の黥布は背筋が凍ったというが、今の私はまさにその心境だ。どうしたらいいだろうか」と尋ねると、知人は「恐らく将軍は貴殿を信用しないでしょう。そして必ず御身に災いが起こるに違いありません。貴方は災禍が降りかかる前に舅殿（頼時）の元へ走るのが賢明でしょう」と答えたため、経清は「その通りだ」として私兵を率いて安倍軍へ走ってしまった。平永衡が真に二心を抱いていたかは不明であるが、これにより頼義は立て続けに有力な幕僚を失った。

### 頼時討死
頼義は一進一退の戦況を打開するために、天喜5年（1057年）5月、配下の俘囚である金為時に命じて頼時の従兄弟といわれる津軽の俘囚長・安倍富忠を味方に引き入れ、安倍軍に対して攻勢を仕掛けた。一族からの離反者に慌てた頼時は、7月に富忠を説得しに自ら津軽へ向かうものの富忠勢の伏兵に遭い重傷を負い撤退、鳥海柵にてそのまま陣没してしまった。9月に頼義は朝廷に対し「私は諜略を以て金為時や安倍富忠などの俘囚を味方に引き入れ官軍の列に加えました。これを聞きつけた賊魁の頼時は富忠を引き留めようと説得を試みましたが、却って富忠の伏兵に遭い流れ矢に当たってそのまま死亡しました。しかしながら安倍軍は首領を喪ったにも拘らず未だ降伏の気配がありません。この上は官符を賜り、官軍の増援と兵糧を頂戴したく思います」との頼時戦死の報告書を送ったが、朝廷からの論功の音沙汰は無く、また安倍軍の方も頼時の跡を継いだ貞任が前にも増して気勢を上げるなど状況は官軍に好転しなかった。

### 黄海の戦い
頼時討伐の勲功が出ないまま、同年11月に頼義は貞任を討つために兵1800程を率いて安倍軍の籠る河崎柵へ進軍した。対する貞任は精兵4000を率いて黄海（きのみ）にて迎撃を試みた（黄海の戦い）。慣れない土地柄の上、折からの風雪と慢性的な兵糧不足に悩まされていた官軍は、兵力でも大きく劣っていた為に安倍軍に散々に打ち破られ死者数百人を出す大敗を喫した。将軍・頼義もあわやという状況まで追い込まれたが、頼義の嫡男である義家の活躍で九死に一生を得たとされる。この時の義家の活躍ぶりは「矢を放てば必ず敵を射殺したため、安倍軍も懼れて散り散りに逃亡した（『陸奥話記』）」程であったという。嫡子・義家の獅子奮迅の活躍で窮地を脱したものの敗走する頼義に従うものは義家を含め藤原景通、大宅光任、清原貞広、藤原範季、藤原則明の僅か6騎で、30年来の忠臣であった佐伯経範をはじめとして、藤原景季、和気致輔、紀為清などの多くの家人をこの戦いで失う大打撃を受けた。なお、将軍の頼義も討死したとの噂も立つほどで、家人の藤原茂頼は「将軍討死」の報を受けて大いに悲しみ、出家して頼義の遺体を探す最中に生存していた頼義と再会している。

### 続く苦戦
黄海の戦いで九死に一生を得た頼義ではあったが、この大敗によって受けた損害は甚大で、その後数年間は満足な軍事行動を起こす事が出来ず、ひたすら兵力の回復を待つ日々が続いた。この間も朝廷に対して隣国の出羽国の国守に援軍を派遣するよう依頼したが、当の出羽守・源斉頼は一向に援軍を派遣する気配を見せなかった。これを嘲笑うかのように安倍軍は奥六郡を思うままに支配し六郡の外を侵すことも度々であった。さらには先に安倍に寝返った藤原経清などは陸奥国内の諸郡に対して、赤符（国の徴符）ではなく白符（経清の私的な徴符）を用いさせて国へ納めるべき徴納物を堂々と奪い取り、国守たる頼義の面目を大いに潰す行動を行った。

### 清原氏の参戦
康平5年（1062年）、頼義は再び陸奥守任期満了の年を迎えた。朝廷は新任の陸奥守として高階経重を任命して任地へ下向させたが、陸奥国内の郡司や官人達は経重の指示に従わず前国守である頼義の指図に従ったため、陸奥守としての勤務が困難と判断した経重は虚しく帰京した。これを受けて朝廷は三度頼義を陸奥守に任命し、併せて奥州の騒乱の鎮圧を頼義に賭ける事となった。
頼義は出羽に勢力を張る清原氏の兵力に目をつけ、清原氏の当主である清原光頼に対し参戦を強く要請した。はじめのうちは参戦に渋っていた光頼であったが、頼義が朝廷の命を楯に依頼したことや「奇珍な贈物」を贈り続けた事から参戦を決意し、7月に弟の清原武則を総領代理として1万の兵を率いさせて頼義の元へ出仕させた。これにより国府の兵力と併せておよそ1万3000の兵を擁した官軍は大規模な軍事作戦を行う事が可能となり、8月16日に栗原郡営岡にて以下の7陣に分けた軍団を編成した。
- 第一陣大将、武則の子・清原武貞
- 第二陣大将、武則の甥・橘貞頼
- 第三陣大将、武則の甥にして娘婿・吉彦秀武
- 第四陣大将、貞頼の弟・橘頼貞
- 第五陣大将、清原武則
- 第六陣大将、秀武の弟・吉美候武忠
- 第七陣大将、清原一族・清原武道

このうち頼義は将軍として第5陣に属して全軍を統率した。

### 官軍の反攻
翌8月17日、官軍は安倍軍の拠点の一つである小松柵へと到達した。この柵は貞任の叔父である安倍良照と弟の安倍宗任が守将として籠っており、はじめ官軍は慎重に柵の攻略を進めようとしていた。しかし、図らずも接敵してしまったために戦闘がおこなわれる事となった（小松柵の戦い）。頼義は「攻撃は明日のつもりであったが、今既に戦いは始まってしまった。しかし戦というものは好機が来たら始めるものであって、吉凶を占い日時を選んで行うものではない。まさに今がその時だ」と意気込み、武則も「今の官軍の勢いは侵略する水火の如くです。これ以上の開戦の機会はありません」と同調した。小松柵は南を激流、北を断崖に挟まれた難攻の柵であったが、官軍の将である深江是則や大伴員季らおよそ20名の兵が断崖をよじ登り、柵内に乱入したため安倍軍は大混乱に陥ったという。守将の宗任は800騎を率いて柵外へ打って出て、その奮戦は著しいものであったが、頼義は直属の部将である平真平、菅原行基、源真清、刑部千富、大原信助、清原貞廉、藤原兼成、橘孝忠、源親季、藤原時経、丸子弘政、藤原光貞、佐伯元方、平経貞、紀季武、安部師方らを差し向け安倍軍に攻勢をかけると、さしもの宗任も敗れて小松柵を放棄して落ち延びた、新制官軍の初戦を勝利で飾る事となった。
小松柵の戦いに勝利を収めた官軍ではあったが、折からの長雨で徒に数日を過ごさざるをえず、やがて兵糧が欠乏するような状況となった。これを聞きつけた貞任は官軍本陣への奇襲を図り、9月5日に官軍の本陣のある営岡へ8000の精兵を率いて攻め寄せた。この時、頼義の傍に侍っていた武則は戦勝祝いの言葉を述べた。この言葉に頼義が訝しむと、武則は「地の利の無い官軍がこれ以上六郡を深く進軍しても被害を大きくするだけです。そんな中、安倍軍が自ら我らの前に飛び込んで来てくれたのです。これは賊軍を討ち果たす絶好の機会と言えるでしょう」と答えた。これを聞いた頼義は尤もな事であるとして、四方隙の無い「常山蛇勢の陣」を敷くと安倍軍を迎撃した。官軍と安倍軍の戦いはおよそ6時間続く激戦となったが、息子である義家と義綱の活躍もあって、ついに安倍軍は敗走を始めた。頼義は武則へ貞任の追撃を命じると、自身は官軍の将兵を労り、また負傷者を厚く気遣ったといわれる。この頼義の振る舞いに将兵はみな感激し、「我らの命はこの御恩の為に使いたいものだ。武者の命は義理の前にあっては軽いものであるから、今、将軍の為に死んだとしても何ら恨むことはない。かつて唐の太宗が自らの髭を焼いて、傷ついた将兵の膿を啜ったという話があるが、我らが将軍の気遣いもそれ以上ではないか」と言い合った。

### 衣川関の戦い
一方、安倍軍は頼義から追撃を命じられた武則の部隊によって衣川関へと敗走していた。翌6日、高梨宿に着陣した頼義は直ちに衣川関を攻める構えを見せた（衣川関の戦い）。しかしながら衣川関は、かの函谷関と比される堅牢さであり、さしもの官軍も攻めあぐねる状態であった。そこで武則は久清という部将を呼び寄せ、衣川関に潜入して火攻めを行うよう命じた。久清は命令通りこれを実行し、安倍軍はたちまち大混乱に陥った。頼義は官軍を率いてこれを散々に討ち破り衣川関を制圧した。尚、この最中に義家と貞任の有名な「年を経し糸の乱れのくるしさに（貞任） 衣の館はほころびにけり（義家）」の和歌のやり取りの逸話が生まれている。この一連の戦いで安倍軍は平孝忠、金師道、安倍時任、安倍貞行、金依方などが戦死し、貞任は父・頼時絶息の地である鳥海柵へと敗走した。

### 鳥海柵制圧
同11日、官軍は安倍軍を追って鳥海柵へと至ったが、すでに安倍氏は鳥海柵を放棄して本拠地である厨川柵へと退却してしまっていた。柵内には大量の美酒が残されており、はじめ頼義は毒が盛られているのではと警戒したが、毒見をした結果、その心配は無かったので将兵に酒を振る舞うなどにより官軍の士気はますます高まった。頼義は武則に「頼時を討伐してより、鳥海の柵という名をずっと聞いていたが、これまで実物を見ることができずにいた。しかし今日貴殿らの活躍によって初めてここに入ることができた。武則殿よ、今の余の顔色を見てどのように感じるか？」と語った。
武則は「将軍は長年にわたって皇家の御為に忠節を尽くして来られました。風の中で髪をくしけずり雨で髪を洗い、蚤や虱のたかった甲冑をお召しになり、官軍を率いて苦しい征旅を続けられました。既に開戦より10余年の歳月が過ぎておられる。天地の神仏は将軍の忠孝を助け、我が将兵たちは皆、将軍の志に感じ入っております。今、賊軍が敗走したことは、これまで溜めていた水が堤を切って流れ出したようなものです。私は将軍の指揮に従っただけです。どうして私に武勲などありましょうか。ところで、将軍のお姿を拝見しますと、白い御髪が半ば黒に戻っている様に見えます。厨川柵を陥として貞任の首を取ることができれば、将軍の御髪はきっと漆黒となり、痩せられたお身体もふっくらとなされるのではないでしょうか」と答えた。
これに対して頼義は「貴殿は一族郎党を率いて、羽州から大軍を発して来られた。堅牢な甲冑に鋭い太刀を持ち、矢礫に立ち向かって陣を破り城を落としてきた。その戦術はまるで石を転がすように見事なものであった。まさにその活躍によって余も皇家に忠節を遂げることができたのだから、貴殿は戦の功を余に譲ることなどない。しかし、余の白髪が黒く戻ってみえるというのは、冗談でも嬉しく思う」と笑ったという。

### 厨川柵の戦い
鳥海柵を攻略した官軍は15日についに安倍軍の本拠地である厨川柵へと到達した（厨川柵の戦い）。安倍の本拠地だけあって流石に厨川柵の守りは固く、安倍軍は柵上より雑仕女達に歌舞をさせて余裕を見せるなど官軍を挑発した。頼義以下将兵は大いに怒り、柵を遮二無二に攻めたが徒に被害を増すだけであった。そこで17日に頼義は火攻めを決意し、近隣の村々より木材や藁を集めるよう命じた。火攻めの準備を整えると、頼義は遥か皇城を拝み「かつて漢の将軍の忠節に呼応して枯池に水が溢れて軍の窮状を助けたといいますが、今、我が国においても天皇の御威光は新たかです。この御威光により大風が起こり私の忠節をお助けください。八幡の神々よ、何とぞ風を吹かせ火を起こして厨川柵を焼いてください」と祈念して火をかけると、忽ちに大風が起こり厨川柵を焼き上げるに至った。柵を焼かれた安倍軍は大混乱となり、ある者は官軍によって殺され、またある者は捕縛されていった。そのような中、官軍から離反した藤原経清も官軍に捕縛された。頼義はこれを喜び、直ちに検分する事とした。その離反によって戦役を泥沼化させ、さらに国守としての頼義の面目を大いに潰した経清に対する頼義の憎悪は凄まじく、「貴様は源氏累代の家臣でありながら、主君たる余を裏切り、また畏れ多くも朝廷の御威光を蔑ろにした大罪人である。今ようやく貴様を虜にする事が出来た。貴様はこの状況でもまだ白符を使えとほざけるか」と罵ると、経清は深く頭を垂れたまま何も語らなかった為、頼義は鈍刀にて経清の首を刻み落とし、積年の鬱憤を晴らす事が出来た。

### 安倍氏の滅亡と前九年の役の終結
貞任は捕縛され、頼義の前に引き出された際には重傷を負って既に瀕死の状態であったとされ、頼義を一瞥して息を引き取ったといわれる。貞任の弟である重任は戦死、同じく弟の宗任は官軍に投降した。13歳になる貞任の嫡男・安倍千世童子丸は捕縛され、頼義は千世童子丸の貴公子然とした振る舞いに感心し一時は助命をも考えたものの、武則の後の災いになるとの意見を入れてこれを斬らせ、他にも多くの安倍一族を処刑・捕縛した。こうして天喜4年の戦闘再開から8年、鬼切部の戦いから数えれば12年にわたる前九年の役が終結した。

### 戦後
康平6年（1063年）2月16日、安倍貞任、重任、藤原経清の首は都に送られ、都大路を渡されて獄門に懸けられた。2月27日、除目が行われ、頼義は朝廷より正四位下伊予守に任じられる事となった。当時の伊予国（愛媛県）は播磨国（兵庫県）と並んで全国で最も収入の良い「熟国（温国）」として知られ、そのために伊予守も播磨守と共に「四位上﨟」と称される受領の筆頭格であった。当初の無血鎮圧の目論見に失敗し、そればかりか鎮圧に12年もの歳月をかけた頼義ではあったが、この「公卿一歩手前」という恩賞を見る限り、その功績は大という評価を朝廷から受けたとみえる。この他、嫡男・義家も従五位下出羽守に任じられ受領となり、次男・義綱は右衛門少尉に取り立てられた。また、清原武則は従五位上に加階の上（武則は元から従五位下）、鎮守府将軍に補任されるなど各々恩賞を受けた。
頼義は康平6年（1063年）8月に鎌倉に鶴岡八幡宮を創建し（『吾妻鏡』治承4年10月12日条）、康平7年（1064年）2月22日に京に帰還した。同年10月、頼義は源国房と合戦を起こしたとして陣定で審議されている（『水左記』）。
『本朝続文粋』所収の頼義申状によれば、伊予守に任命された頼義は、未だ恩賞を手にしていない将兵のために都に留まっていたたという。そのため、封戸・官物は私費をもって納入したとしており、重任を求めている。頼義は国府桜井や道前平野周辺（周桑郡、新居郡）を拠点として河野親経と共に伊予国内に八ヵ所の八幡堂を建立した。頼義の重任は認められることはなく、治暦3年（1067年）には藤原実綱が伊予守に補任された。

### 晩年
『尊卑分脈』では永保2年（1082年）11月2日に出家したとされているが、死没後の年号のため誤記とみられる。伊予守が最終官職であったことから『吾妻鏡』では「予州禅門」「伊予入道」と呼ばれている。晩年はこれまでの戦いで多くの敵を殺害したため、「みのわ堂」という仏堂を建立し滅罪生善に励んだとされる（『古事談』巻4・『続本朝往生伝』）。ただし、『発心集』では「みのわ堂」の建立者を箕輪入道（首藤通弘）、『古事談』巻5では「みのわ堂」ではなく戦死者の耳を納めた「耳納（みのう）堂」であったとしている。
承保2年（1075年）7月13日に死去（『水左記』）。享年88（『尊卑分脈』）。
墓所は長久4年（1043年）に頼義が建立したという通法寺跡（大阪府羽曳野市）にあり、現在同地には頼義が石清水八幡宮から勧請したという壺井八幡宮が所在している。頼義による創建伝承のある神社として、前述の鶴岡八幡宮や壺井八幡宮のほかに、大宮八幡宮（東京都杉並区）、鷺宮八幡神社（東京都中野区）、鶴嶺八幡宮（神奈川県茅ヶ崎市）、若宮八幡宮社（京都府京都市）などがある。

## 官歴
※日付＝旧暦（明治5年12月2日まで）
- 1036年（長元9年）10月14日、相模守に任官[9]。
- 1051年（永承6年）、陸奥守に任官[17]。
- 1053年（天喜元年）、鎮守府将軍を兼任[20]。
- 1056年（天喜4年）12月29日、陸奥守を更任[40]。
- 1062年（康平5年）、陸奥守任期満了。
- 1063年（康平6年）2月27日、正四位下に昇叙し、伊予守に任官[28]。
- 1065年（治暦元年）9月1日、剃髪し、信海と号す[要出典]。
- 1075年（承保2年）7月13日、卒去。享年88。
- 1915年（大正4年）11月10日、贈正三位。

## 評価
前九年の役を描いた『陸奥話記』では「沈毅にして武略にまさり、最も将帥の器なり」「士を愛し施しを好む」とされている。一方で、阿久利川事件後の安倍氏との戦いでは、部下の離反により作戦行動に失敗していることなどから、その能力を疑問視する意見もある。とは言え、前述のように10有余年にわたって奥州で戦い抜いた頼義に対する朝廷の評価は頗る高く、伊予守という受領の筆頭格の地位を与えた戦後の恩賞を見てもそれは明らかである。
『中外抄』や『古事談』には母親の修理命婦が自身の半物（侍女）の恋人の随身と密通して随身中臣兼武を産んだので、これを嫌悪し前九年の役で死亡した馬の供養はしても母親の供養はしなかったと書かれている。また母方の身分の低さから頼義自身も官職では伸び悩んでいた事もあり、それ以降河内源氏の棟梁は家柄の良い娘を選ぶようになったと『中外抄』には伝えられている。

## 妻子
- 正室：平直方の娘
  - 長男：義家 - 八幡太郎。
  - 次男：義綱 - 賀茂次郎。
  - 三男：義光 - 新羅三郎。
  - 女子2人（『陸奥話記』） - 生母不明の娘と同一人の可能性もある[42]。
- 側室：平致幹（宗基）の娘（『奥州後三年記』）[43]
  - 娘：清原成衡室 - 永保3年（1083年）に成衡に嫁いだ（『奥州後三年記』）[44]。
- 生母不明の子女
  - 男子：快誉（『尊卑分脈』） - 園城寺僧[45]。
  - 娘：藤原時房（藤原北家高藤流）室（『尊卑分脈』） - 説方の母[42]。
  - 娘：平正済室（『尊卑分脈』） - 貞弘の母[42]。

## 家人
- 佐伯経範 - 相模国の住人、秀郷流藤原氏[46]。相模の豪族 波多野氏の祖。従五位下散位。
- 藤原茂頼 - 奥州藤原氏の祖・藤原経清の従兄弟。
- 藤原景通 - 加賀介、鎮守府将軍藤原利仁の裔、子孫は加藤氏を称する[47]。
- 藤原景季 - 景通の子。加藤景廉の父。
- 和気致輔 - 和気清麻呂の裔。従五位下散位。
- 紀為清 - 和気致輔の孫。紀伊国の住人紀清則の養子。
- 大宅光任 - 駿河国の住人[48]。敏達天皇末裔。